# Олександр Коріятович
Олександр Коріятович (пом. 1380/1392) — князь, представник роду Коріатовичів, гілки роду Гедиміновичів. Подільський та волинський князь, також князь у Володимирі (1366-1370), Крем'янці, Олеську, пізніше — в Смотричі (1375), другий син Коріята-Михайла Гедиміновича.

## Біографія
Подільський князь Олександр в перші часи свого перебування на Поділлі шукав підтримки у Польщі — польський король Казимир III Великий після походу на руські землі в 1366 році дав Олександру для управління відібрану у литовців Володимирську землю.
Схоже, що десь у 1341-1342 роках Любарт-Дмитро надав йому Теребовлю. Тримав Теребовельську волость, надану Дмитром-Любартом, напевно, після 1340 року. Правдоподібно, був охрещений за латинським обрядом у 1349 чи 1350 році.
У новій війні Любарта з королем Казимиром III як і всі Коріятовичі нічим не допоміг своєму колишньому сюзеренові. Залишився польським васалом, воював на стороні Казимира III проти Дмитра-Любарта, поставив свій підпис під миром 1366 року. Можливо, перемінив обряд; його заслуги були відзначені у 1366 році, також спеціальною буллою Папи Григорія XI від 30 січня 1378 року, якою Папа запевнив кожному захисникові єдності з РКЦ, зокрема, володарю Кам'янця на Русі — князеві Олександру — повноваження надавати місцевому населенню певні духовні відпущення.
1370 року з Володимира поїхав до Кракова на похорон короля Казимира III, чим скористався князь Любарт — дядько Олександра — вигнаний раніше Казимиром III з Володимира, і зайняв Володимирський замок і разом й всю Володимирську землю.
У 1374 році разом з братом Юрієм видав грамоту, де обіцяв міщанам Кам'янця лани й вигони для худоби, дарував їм право самим трудитися й порядкувати; на 20 років звільнив їх від усяких податків — місто Кам'янець почало швидко рости і заселятись. В 1375 році перебував у Кракові, надав для міста привілей, який врегульовував торгівлю з Поділлям.
Захищав Поділля від татар, котрі поверталися в південні степи та не зрікалися своїх прав на цю країну. Подоляни при Коріятовичах платили данину татарам, князь вів з ними боротьбу, в цій боротьбі загинув у 1380 (або 1392) році.
Був похований: або в Кам'янецькій замковій церкві; або (за Юзефом Ролле, Польським географічним словником) — в Домініканському костелі Смотрича.